# Liste der Naturdenkmale in Steinhagen (Westfalen)
Die Liste der Naturdenkmale in Steinhagen (Westfalen) nennt die im Gebiet der Gemeinde Steinhagen (Westfalen) im Kreis Gütersloh in Nordrhein-Westfalen ausgewiesenen Naturdenkmale.

## Naturdenkmale
| Bild | Landschaftsplan-Nr.         | Bezeichnung                   | Lage                                                           | Position                    | Beschreibung                                                                               | Denkmallisten-Nummer |
| ---- | --------------------------- | ----------------------------- | -------------------------------------------------------------- | --------------------------- | ------------------------------------------------------------------------------------------ | -------------------- |
|      |                             | Stieleiche                    | zwischen Kolberger Straße und Danziger Straße, Spielplatz      | 52° 0′ 23″ N, 8° 24′ 26″ O  | Quercus robur                                                                              | B 15                 |
|      | LP „Osning“ 2.3.30          | Traubeneiche                  | vor dem Gasthaus „Friedrichshöhe“                              | 52° 2′ 0″ N, 8° 24′ 59″ O   |                                                                                            |                      |
|      | LP „Osning“ 2.3.33          | Steinbruch im Osningsandstein | ca. 150 m nordöstlich des Hofes Godejohann                     | 52° 1′ 6″ N, 8° 27′ 34″ O   |                                                                                            |                      |
|      | LP „Osning“ 2.3.34          | Linde                         | nordwestlich der Gaststätte Quellental                         |                             | Sommerlinde                                                                                |                      |
|      | LP „Halle-Steinhagen“ 2.3.3 | 2 Rotbuchen                   | Brockhagen, südlich der Kreuzung Vennorter Straße / Loddenbach | 51° 58′ 43″ N, 8° 19′ 25″ O |                                                                                            | A 73                 |
|      | LP „Halle-Steinhagen“ 2.3.4 | Mammutbaum                    | am Foddenbach ca. 100 m des Gutes Patthorst                    | 52° 0′ 39″ N, 8° 22′ 50″ O  |                                                                                            | A 69                 |
|      | LP „Halle-Steinhagen“ 2.3.5 | Stieleiche                    | Hof Dellbrügge, an der Nordwestseite des Hofgrundstücks        | 51° 59′ 42″ N, 8° 23′ 57″ O | Quercus robur, gepflanzt 1880 von Heinrich Göbel Umfang 1980: 3,55 m; Durchmesser: 1,13 m. | A 72                 |
|      | LP „Halle-Steinhagen“ 2.3.6 | Stieleiche                    | Ehem. Ziegelei, südlich Liebigstrasse                          | 52° 0′ 55″ N, 8° 25′ 22″ O  |                                                                                            | B 29                 |